# 16414 Le Procope
16414 Le Procope è un asteroide della fascia principale. Scoperto nel 1987, presenta un'orbita caratterizzata da un semiasse maggiore pari a 2,1926733 UA e da un'eccentricità di 0,1402751, inclinata di 3,99398° rispetto all'eclittica.